# Kritiskt fall
Kritiskt fall kallas det fall (bottenlutning) som krävs för att Froudes tal ska bli 1. Då är det verkliga vattendjupet i en kanal eller ett öppet dike exakt lika stort som det kritiska vattendjupet.
{\displaystyle y=y_{k}}
där
y = Verkligt vattendjup (m)
yk = Kritiskt vattendjup (m)
När fallet övestiger det kritiska fallet, får vi ett starkt fall och följaktligen en superkritisk strömning. När fallet däremot understiger det kritiska fallet, får vi ett svagt fall och därmed subkritisk strömning.